# Intérim du président de la Polynésie française
 (septembre 2017).
Si vous disposez d'ouvrages ou d'articles de référence ou si vous connaissez des sites web de qualité traitant du thème abordé ici, merci de compléter l'article en donnant les références utiles à sa vérifiabilité et en les liant à la section « Notes et références ».
L' intérim  du Président de la Polynésie française constate l'absence ou l'empêchement du président. Il peut saisir le Conseil constitutionnel, négocier les arrangements administratifs et les conventions internationales dans le domaine de compétence de la Polynésie française après délibération du conseil des ministres et approuver les arrangements administratifs et les conventions de coopération décentralisée.
L’intérim du chef du Gouvernement est en principe exercé par le Vice-président de la Polynésie française

## Ordre de succession présidentielle
L'ordre de succession présidentielle définit qui assurera l'intérim comme Président de la Polynésie française en cas de décès, d'empêchement, de démission ou de destitution  d'un président en exercice ou d'un président élu.
| N° d'ordre | Fonction                                                            | Titulaire actuel                    | Parti             |
| ---------- | ------------------------------------------------------------------- | ----------------------------------- | ----------------- |
| 1          | Vice-présidente de la Polynésie française                           | Minarii Galenon-Taupua              | Tavini Huiraatira |
| 2          | Les membres du gouvernement                                         | Gouvernement Brotherson             | Tavini Huiraatira |
| 3          | Président de l'Assemblée de la Polynésie française                  | Antony Géros                        | Tavini Huiraatira |
| 4          | Les représentants de la Majorité présidentielle (Tavini Huiraatira) | Assemblée de la Polynésie française | Tavini Huiraatira |